# Enzo Bordabehere
Enzo Bordabehere (Paysandú, 1889 - Buenos Aires, 1935) était un avocat, notaire et homme politique argentin, membre du PDP. Désigné sénateur national suppléant pour la province de Santa Fe, il fut assassiné en pleine enceinte du Sénat, lors d’une séance houleuse à propos de la politique du gouvernement conservateur en matière d’exportations agricoles, au moment où il tenta de s’interposer entre son chef Lisandro de la Torre et le ministre Duhau violemment accusé par ce dernier ; le tueur, homme de main du parti conservateur, déclara avoir agi par impulsion.

## Biographie
Né à Paysandú, en Uruguay, il vécut dès le plus jeune âge dans la ville argentine de Rosario, à l’université de laquelle il suivit une formation d’avocat et de notariat. En 1908, il adhéra au parti Ligue du sud, puis, six ans plus tard, se trouva auprès de Lisandro de la Torre lors de la fondation du Parti démocrate progressiste (PDP).

« Je l’ai toujours vu à mes côtés, au milieu des difficultés qu’ont les gouvernements et les partis ; il n’était pas besoin de demander où il se trouvait, car la profonde sincérité de son esprit et sa passion indéniable pour le bien public le portaient à servir invariablement notre cause, avec une abnégation et un désintéressement qui étaient ses caractéristiques les plus remarquables. »

— Luciano Molinas.
En 1918, il fut élu député provincial dans la province de Santa Fe. Cette même année, dans la ville de Córdoba, son frère Ismael C. Bordabehere prenait, avec d’autres étudiants, la tête du mouvement pour la Réforme universitaire.
En 1922, Bordabehere devint député national pour la province de Santa Fe. En 1935, la législature provinciale le désigna sénateur national, en remplacement de Francisco Correa, décédé peu auparavant. Cependant, Bordabehere ne devait pas siéger au sénat, l’examen de son diplôme ayant été différé jusqu’au moment où serait clos le débat alors en cours sur les subornations liées aux exportations de viande argentine vers le Royaume-Uni.

## Mort
Le 23 juillet 1935, Lisandro de la Torre, sénateur pour la province de Santa Fe, dénonçait devant le Congrès les diverses implications du pacte Roca-Runciman signé en 1933. Les ministres de l’Agriculture, Luis Duhau, et des Finances, Federico Pinedo, durent se rendre treize jours consécutifs au Sénat pour réfuter les accusations.
À un moment donné, De la Torre quitta son banc et se dirigea vers la table à laquelle étaient assis les deux ministres. Duhau cependant l’accueillit d’une poussée dans le dos, qui fit tomber De la Torre à terre. Dans sa fuite, Duhau trébucha sur une marche et tomba à terre lui aussi. Bordabehere voulut s’interposer et se précipita vers l’endroit où gisait son compagnon de strapontin. Dans ce moment de confusion, l’ancien commissaire Ramón Valdés Cora ― homme de main, ainsi que le qualifiait le journal Crítica ― surgit, révolver en main, derrière Bordabehere et lui tira deux balles dans le dos ; après avoir fait volte-face sur lui-même, Bordabehere reçut encore une balle en plein thorax.

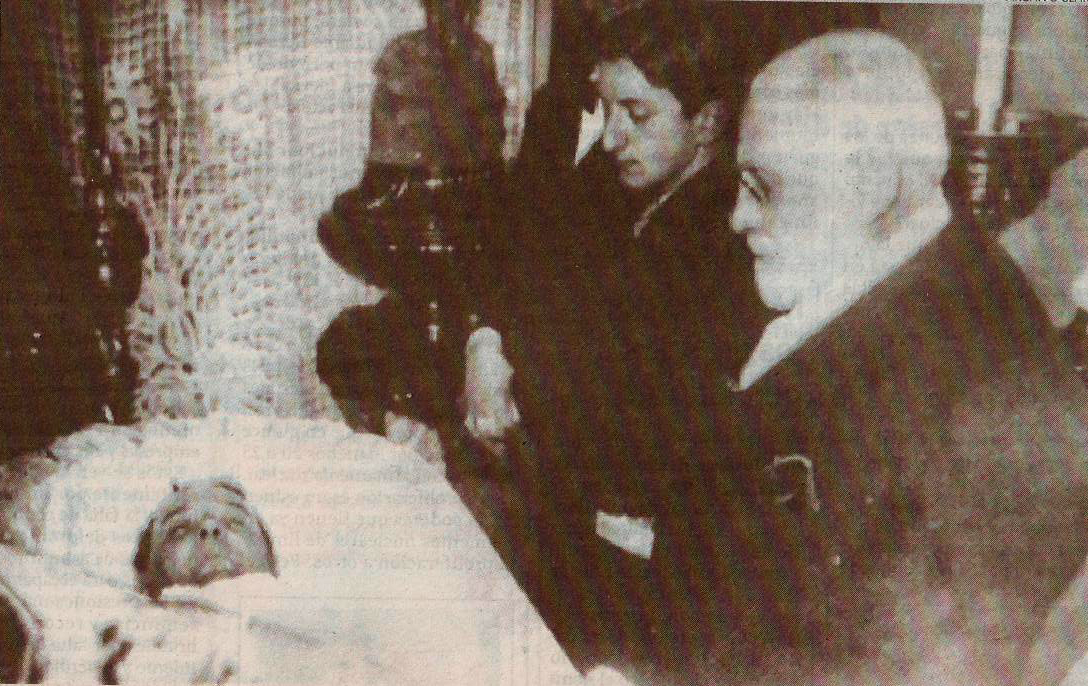
Veillée de Bordabehere, en présence de Lisandro de la Torre.

Bordabehere fut transporté par plusieurs sénateurs dans une salle adjacente, avant d’être transféré peu après à l’hôpital Ramos Mejía, où il reçut les premiers soins du médecin de garde, le Dr Wybert, et de plusieurs assistants. Ces soins ne purent empêcher Bordabehere de succomber à ses blessures à 17h.10.
L’agresseur s’était entre-temps enfui à toutes jambes par le dédale de corridors du palais du Congrès, parvenant à se défaire de ses poursuivants, et avait finalement pénétré dans la salle des sténographes, où l’agent Cofone réussit à le maîtriser et à le mettre en détention. Ensuite, Cofone et le sous-commissaire Florio se saisirent du révolver calibre 32, de la marque Tanque, avec dans le barillet deux balles inutilisées sur les six. La police put établir qu’il s’appelait Ramón Valdez Cora, quarante-deux ans, ancien commissaire de police, tortionnaire de Vicente López, poursuivi dans de multiples procès pour escroquerie, faux et usage de faux, et extorsion de prostituées. Selon la fiche de police, il était affilié au Parti démocrate national (PDN, parti conservateur) et homme de confiance de Luis Duhau. Dans sa déclaration devant le juge Miguel Jantus, Valdez Cora avoua être l’auteur matériel de l’assassinat d’Enzo Bordabehere et indiqua qu’il avait agi sous sa propre impulsion, dans un moment d’offuscation, voulant défendre ses amis politiques. Il fut condamné à vingt ans de réclusion, mais bénéficia d’une remise de peine en 1953 pour « bonne conduite ». 
La dépouille de Bordabehere fut transportée par chemin de fer à Rosario, où une foule de quelque 12 000 personnes l’attendait à la gare Rosario Norte. La veillée eut lieu à l’hôtel de police ― actuellement siège du gouvernement provincial à Rosario ―, rue Santa Fe et rue Dorrego. Ses restes furent inhumés au cimetière El Salvador, où prirent la parole des représentants du monde politique, de la presse et de la haute société de la province.

## Parentèle
Son frère Ismael Bordabehere était un des meneurs étudiants de la Réforme universitaire de 1918.